# Randi Broberg
Randi Broberg (* 1978 in Qeqertarsuaq) ist eine grönländische Politikerin (Partii Inuit), Sängerin und Filmproduzentin.

## Leben
Randi Broberg besuchte nach der Grundschule Schulen in Roskilde in Dänemark und in Aasiaat. Nach dem Schulabschluss 1999 schloss sie 2003 ein Studium in Kultur- und Gesellschaftsgeschichte an der Universität von Grönland ab. Ab 2003 war sie als Freelancerin beim KNR tätig, wo sie Kulturprogramme schuf. 2005 begann sie ein Studium für Dokumentarfilmproduktion an Den Danske Filmskole in Kopenhagen. Von 1998 bis 2010 war Randi Broberg Sängerin in der Band Liima Inui.
2013 war sie Gründungsmitglied der Partii Inuit. Bei der Parlamentswahl im selben Jahr erhielt sie einen Platz im Inatsisartut. Bei der Parlamentswahl im folgenden Jahr konnte die Partei keinen Sitz mehr erringen und löste sich schließlich auf.